# Robert Huber (Politiker)
Robert Huber (* 11. Oktober 1933 in Bilten; † 23. November 2016; heimatberechtigt in Savognin) war ein schweizerisch-jenischer Politiker und ehemaliger Präsident der Radgenossenschaft der Landstrasse.

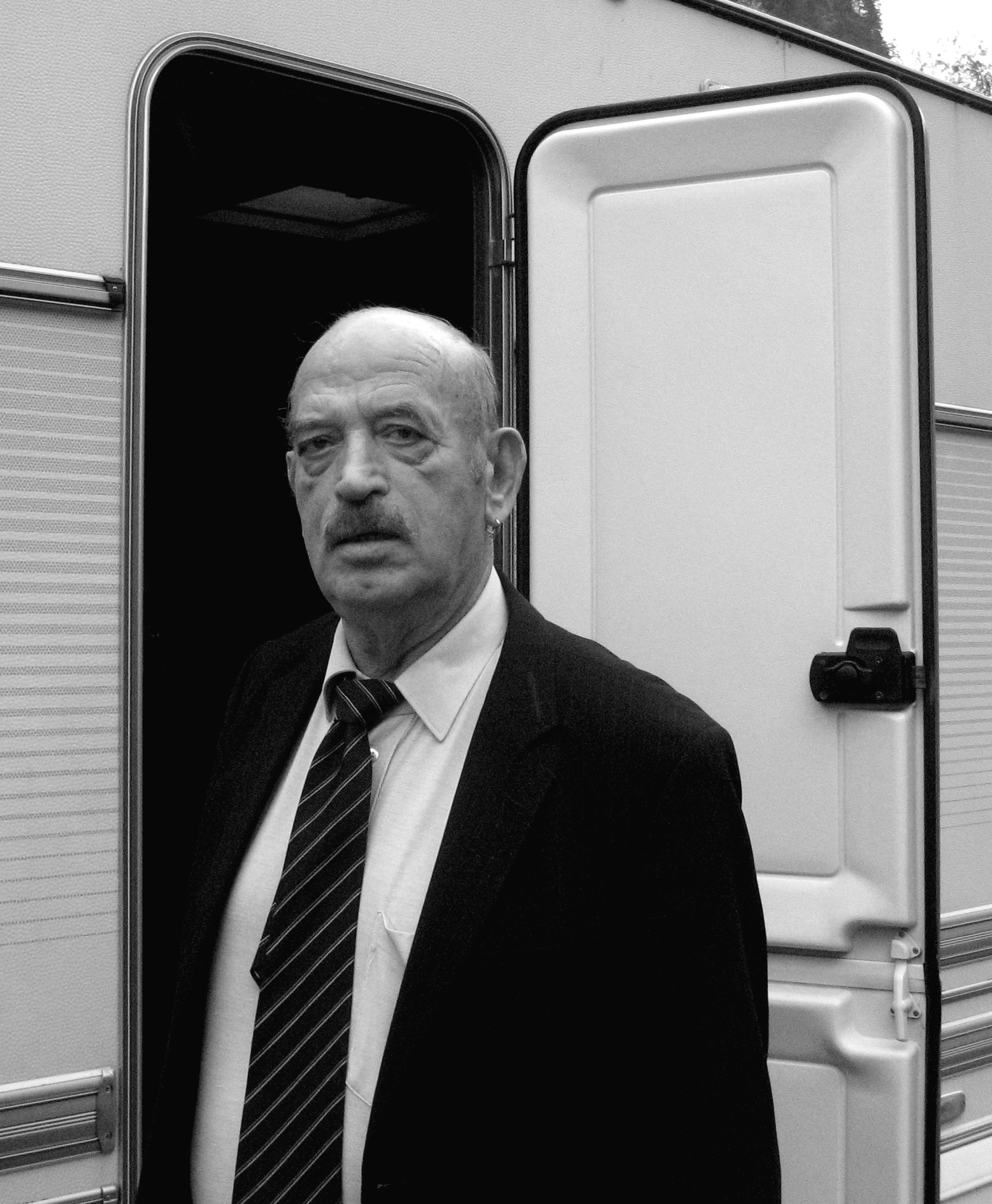
Robert Huber (2008)

## Leben und Wirken
Von seiner Mutter, die mit ihrem zweiten Mann schon elf Kinder hatte sowie zwei Kinder aus erster Ehe, wurde er zu Verwandten nach Obervaz gegeben. Dort wurde Robert Huber im Alter von zweieinhalb Jahren im Zug der Aktion Kinder der Landstrasse vom Kinderhilfswerk der Pro Juventute der Familie weggenommen und in ein Kinderheim verbracht. Bis er zwanzig war, wurde er in mehr als einem Dutzend Heimen bzw. als Verdingkind an Familienplätzen versorgt. Einem Versuch der Pro Juventute, ihn auch als Erwachsenen weiter entmündigt zu halten, leistete er erfolgreich Widerstand.
Nach seiner Rückkehr ins Milieu seiner jenischen Verwandtschaft begann er ein Berufsleben als fahrender Händler. Nach der Heirat 1963 und der Gründung einer Familie in Zürich näherte sich Robert Huber der Bewegung der Jenischen und Fahrenden an, die in den 1970er Jahren aktiv wurde und 1975 zur Gründung der Radgenossenschaft der Landstrasse geführt hatte. In der Folge von Turbulenzen nach Gründungsjahren mit wechselnden Präsidentschaften wurde er zuerst in den Vorstand und am 23. Februar 1985 überraschend zum Präsidenten gewählt.
Er richtete ein festes Büro ein, als Anlaufstelle im Innern und repräsentative Vertretung gegenüber Medien und Behörden. Zu Beginn seiner Amtszeit besetzten Fahrende in einer aufsehenerregenden Aktion am 20. Mai 1985 mit ihren Wohnwagen das Lidogelände von Luzern, um auf die Forderung nach einem Standplatz für Fahrende aufmerksam zu machen. Nach einer vierwöchigen Aktion erreichten sie, dass die Schaffung eines solchen Platzes zugesagt wurde.
In die Zeit seines Wirkens fallen die Verhandlungen mit der Pro Juventute und der Schweizerischen Eidgenossenschaft um die Herausgabe der Pro-Juventute-Akten, die Entschuldigung des Bundesrates für die Handlungsweise der Stiftung Pro Juventute, der Bundesauftrag für eine historische Studie über die «Aktion Kinder der Landstrasse» die Ausrichtung von Wiedergutmachungszahlungen an Betroffene, die Einrichtung des Holocaust-Fonds für Opfer des Zweiten Weltkrieges einschliesslich Roma, Sinti und Jenischer, sowie die Anerkennung der Fahrenden in der Schweiz als nationale Minderheit. In all diesen Problemkreisen war Robert Huber als Minderheitenpolitiker massgeblich beteiligt und erwies sich als «Brückenbauer».
Huber pflegte einen pragmatischen Zugang zu umstrittenen Fragen der Bewegung und war kein Freund scharfer Abgrenzungen. Er sah die Jenischen und Fahrenden als ein eigenes Volk, ein «Mischvolk», das auf europäischem Grund entstanden war. Und er engagierte sich auch als Interessenvertreter von Sinti und Roma, namentlich als es darum ging, den Holocaust-Opfern zu späten Entschädigungen zu verhelfen.
2009 hat Huber für sein Lebenswerk den Fischhof-Preis erhalten, der vergeben wird von der Stiftung gegen Rassismus und Antisemitismus (GRA) und der Gesellschaft Minderheiten in der Schweiz (GMS). 2009 trat Huber als Präsident zurück. Zum Nachfolger gewählt wurde sein Sohn Daniel Huber.